# إتش إتش كالدويل
إتش إتش كالدويل (بالإنجليزية: Harry H. Caldwell) هو ضابط ومونتير وكاتب سيناريو أمريكي، ولد في 5 فبراير 1873 في سانت لويس في الولايات المتحدة، وتوفي في 27 أبريل 1939 في بروكلين في الولايات المتحدة.

## وصلات خارجية
- إتش إتش كالدويل على موقع IMDb (الإنجليزية)
- إتش إتش كالدويل على موقع قاعدة بيانات الأفلام السويدية (السويدية)
- إتش إتش كالدويل على موقع قاعدة بيانات الفيلم (الإنجليزية)
- إتش إتش كالدويل على موقع كينوبويسك (الروسية)